# Yamaha FJ1200
Yamaha FJ1200 — мотоцикл класса спорт-турист, выпускавшийся Yamaha Motor Corporation в период с 1986 по 1996 год. Комфортный и при этом быстрый, стильный, в общем мотоцикл как для любителя быстрой езды, так и для заядлого путешественника.

Предыдущая модель пользовалась популярностью из-за своей надёжности и, невзирая на размеры, лёгкости в управлении. Применён четырёхцилиндровый двигатель с газораспределением DOHC и редким для машины такого класса воздушным охлаждением. Установлена новая более жёсткая рама, база удлинилась до 1500 мм, из-за чего мотоцикл обладал отменной устойчивостью на прямых. На модификации 1200А впервые в стране была установлена антиблокировочная тормозная система.

## Yamaha FJ 1100
Yamaha Motor Company, Ltd приступила к производству FJ1100 в 1984 году, а после для рынка была выпущена улучшенная версия — FJ1200. Мотоцикл с самого начала был очень популярен и хорошо конкурировал с другими мотоциклами в классе спорт-турист. Этот класс характеризуется спортивным, дружелюбным поведением, маневренностью в городе, а также комфортом во время больших расстояний. Сиденье водителя было настроено для предотвращения турбулентности и снижения усталости, вызываемой встречным ветром. Производитель, создавая этот мотоцикл, сделал большой акцент на балансе удобства использования и производительности. Машина заметно уже, чем многие современные мотоциклы, что приводит к высокой степени маневренности на малых скоростях. Yamaha достигла этого за счёт размещения цилиндров позади генератора вместо более «классического» расположения на конце коленчатого вала.

## Yamaha FJ 1200
В 1986 году в Yamaha решили увеличить эффективность FJ1100 за счёт увеличения мощности двигателя, модернизировать подвеску и другие компоненты. Результатом стало создание FJ1200. Он был подготовлен в трёх последовательных версиях (1TX, 3CV и 3XW), каждая последующая версия являлась улучшением предыдущей. Были улучшены передняя и задняя подвески, увеличен размер переднего колеса с 16 до 17 дюймов, увеличен размер передних тормозных дисков, гравитационная система питания карбюраторов была заменена на бензонасос, большой передний обтекатель оснастили новыми V-образными ходовыми огнями. Двигатель был «прорезинен», чтобы уменьшить вибрации, а также установлен в более тяжёлую и жёсткую раму. Передняя вилка и задний маятник были заменены на стальные вместо алюминиевых. Также были изменены тормозные суппорты, колёса, рама, фары, система зажигания. Добавлена версия FJ1200 с дополнительно оборудованным ABS в качестве стандартной комплектации. Версия с ABS производилась с 1991 по 1996 год. В США, FJ1200 без АБС перестала продаваться в 1993 году.

Тогдашние конкуренты FJ1200 это: Honda ST1100 Pan European, BMW K100/K100RS, Suzuki Katana 1100, Kawasaki Ninja ZX10 и GTR1000

## Серийные номера двигателя и рамы
| Модели для американского рынка                       | Модели для американского рынка | Модели для американского рынка |
| Модель                                               | Год выпуска                    | Номер двигателя/рамы           |
| ---------------------------------------------------- | ------------------------------ | ------------------------------ |
| FJ1100L                                              | 1984                           | 50H-000101 — …                 |
| FJ1100LC                                             | 1984                           | 47M-000101 — …                 |
| FJ1100N                                              | 1985                           | 50H-010101 — …                 |
| FJ1100NC                                             | 1985                           | 47M-010101 — …                 |
| FJ1200S                                              | 1986                           | 1UX-000101 — …                 |
| FJ1200SC                                             | 1986                           | 1WJ-000101 — …                 |
| FJ1200T                                              | 1987*                          | 1UX-010101 — …                 |
| FJ1200TC                                             | 1987*                          | 1WJ-010101 — …                 |
| FJ1200W                                              | 1989                           | 3SK-000101 — …                 |
| FJ1200WC                                             | 1989                           | 3SK-008101 — …                 |
| FJ1200A                                              | 1990                           | 3SK-010101 — …                 |
| FJ1200AC                                             | 1990                           | 3SK-015101 — …                 |
| FJ1200B                                              | 1991                           | 4AH-000101 — …                 |
| FJ1200BC                                             | 1991                           | 4AH-003101 — …                 |
| FJ1200D без АБС                                      | 1992                           | 4AH-005101 — …                 |
| FJ1200DC без АБС                                     | 1992                           | 4AH-008101 — …                 |
| FJ1200D с АБС                                        | 1992                           | 4CR-000101 — …                 |
| FJ1200DC с АБС                                       | 1992                           | 4CR-001101 — …                 |
| FJ1200E без АБС                                      | 1993                           | н.д.                           |
| FJ1200EC без АБС                                     | 1993                           | н.д.                           |
| FJ1200E с АБС                                        | 1993                           | 4CR-003101 — …                 |
| FJ1200EC с АБС                                       | 1993                           | 4CR-004101 — …                 |
| Модели для европейского рынка                        |                                |                                |
| Модель                                               | Год выпуска                    | Номер двигателя/рамы           |
| FJ1100                                               | 1984                           | 36Y-000101 — …                 |
| FJ1100                                               | 1985                           | 36Y-010101 — …                 |
| FJ1200                                               | 1986                           | 1TX-000101 — …                 |
| FJ1200                                               | 1987                           | 1TX-010101 — …                 |
| FJ1200                                               | 1988/1989                      | 3CV-000101 — …                 |
| FJ1200                                               | 1990                           | 3CV-010101 — …                 |
| FJ1200 без АБС                                       | 1991                           | 3XW-000101 — …                 |
| FJ1200 с АБС                                         | 1991                           | 3XW-004101 — …                 |
| FJ1200 без АБС                                       | 1992                           | 3XW-009101 — …                 |
| FJ1200 с АБС                                         | 1992                           | 3XW-017101 — …                 |
| FJ1200 без АБС                                       | 1993                           | н.д.                           |
| FJ1200 с АБС                                         | 1993                           | н.д.                           |
| * В 1988 году для американского рынка не выпускалась |                                |                                |
| н.д. = нет данных                                    |                                |                                |